# Per amore ho catturato una spia russa
Per amore ho catturato una spia russa (To Catch a Spy) è un film del 1971 diretto da Dick Clement. Il film è conosciuto anche con il titolo Catch Me a Spy.
È un film commedia con Kirk Douglas, Marlène Jobert e Trevor Howard.

## Produzione
Il film, diretto da Dick Clement su una sceneggiatura di Dick Clement e Ian La Frenais con il soggetto di George Marton e Tibor Méray, fu prodotto da Pierre Braunberger e Steven Pallos per la Capitole Films, la Les Films de la Pléiade, la Ludgate Films e la Bryna Company e girato a Bucarest, Londra e in Scozia.

## Distribuzione
Il film fu distribuito con il titolo To Catch a Spy negli Stati Uniti nel 1971.
Alcune delle uscite internazionali sono state:
- nel Regno Unito il 6 settembre 1971 (Keep Your Fingers Crossed)
- in Giappone il 1º gennaio 1972
- in Svezia il 15 maggio 1972
- in Norvegia nel 1973 (Spion på kroken)
- in Finlandia il 19 gennaio 1973 (Vakooja koukussa)
- in Grecia (Apokalypseis enos kataskopou)
- in Brasile (Como Agarrar um Espião)
- in Spagna (Con los dedos cruzados)
- in Francia (Les doigts croisés)
- in Italia (Per amore ho catturato una spia russa)

## Critica
Secondo il Morandini "l'intrigo è macchinoso, le trovate comiche non scattano, gli attori, bravi e famosi, sono sprecati". Secondo Leonard Maltin il film è una "fiacca commedia mystery".